# Oregon Pioneer Association
Oregon Pioneer Association (с англ. — «Ассоциация пионеров Орегона»; первоначально известная как Oregon Pioneer Society (с англ. — «Общество пионеров Орегона»)) — общественная организация, созданная в октябре 1867 года, была родословным сообществом и исторической организацией для ранних американских поселенцев на территории Орегона.
Ассоциация имела как семейные, так и академические элементы. Её члены собирались на съездах и публиковали ежегодные обращения, посвящённые жизни первопроходцев. Сообщество процветало на протяжении 1870-х и 1880-х годов, в конечном итоге уступив место из-за истощения своих членов новой организации, известной как Sons and Daughters of Oregon Pioneers (Сыновья и Дочери пионеров Орегона), созданной в 1901 году. OPA прекратила свое существование примерно в 1928 году.

## История

### Создание
Общество пионеров Орегона было организовано в Сейлеме, на собрании, состоявшемся 8 и 9 октября 1867 года в зале Палаты представителей Капитолия штата Орегон. Главным авторитетом в организации общества был Уильям Грей, который одновременно участвовал в создании историко-исследовательской организации Oregon Pioneer and Historical Society (Орегонское пионерско-историческое общество) с офисом, расположенным в Астории.
Членство в Обществе пионеров Орегона было открыто для любого человека, который приехал в Орегон в период, когда территория Орегон находилась под совместным владением Соединенных Штатов и Великобритании, или который родился или поселился на территории Орегон до 1 января 1854 года.
Общество проводило ежегодные собрания, как правило, приблизительно 15 июня в связи с годовщиной заключения Орегонского договора 1846 года, который официально положил конец спору о границах Орегона между Соединенными Штатами и Великобританией. Ежегодные съезды проводились в различных местах по всему штату, на которых участники выступали с докладами, посвящёнными истории первопроходцев.
Общество вело архив, включающий список своих членов, сведения об их месте рождения и переезде в Орегон.

### Переименование
18 октября 1873 года Общество пионеров Орегона было реорганизовано в Ассоциация пионеров Орегона. Группа продолжала проводить ежегодные собрания каждый июнь, обычно в связи с праздником «День пионеров» 15 июня, и публиковать стенографические отчёты об этих собраниях в виде брошюр для исторических записей.
В 1874 году Ассоциация пионеров Орегона предложила объединиться с Историческим обществом Орегона (Oregon Historical Society), но это предложение было отклонено из-за намерения последней ограничиться историческими исследованиями без семейных взаимодействий.
Ассоциация оставалась финансово и социально жизнеспособной вплоть до 1880-х годов. Затем последовал 15-летний спад из-за естественной смерти многих членов сообщества и связанные с этим падение финансовых поступлений, которые поддерживали Ассоциация пионеров Орегона.
В 1899 году Ассоциация вступила в партнёрство с новой организацией Native Sons of Oregon (Коренные сыновья Орегона), а также с другой стареющей и приходящей в упадок семейной организацией пионерского периода — Indian War Veterans of the North Pacific Coast (Ветераны Индейской войны Северного Тихоокеанского побережья).

### Прекращение деятельности
Из-за сокращения числа членов Ассоциация пионеров Орегона была в значительной степени вытеснена в 1901 году Сыновьями и Дочерьми пионеров Орегона, новой семейной и исторической ассоциацией с менее строгими требованиями к её членам. Собственно Ассоциация пионеров Орегона продолжала существовать, проводя ежегодные собрания вплоть до 1928 года.